# Diacyclops andinus
Diacyclops andinus – gatunek widłonoga z rodziny Cyclopidae, nazwa naukowa gatunku została po raz pierwszy opublikowana w 2001 roku przez argentyńskie hydrobiolożki Cecilię Locascio de Mitrovich i Silvinę Menu-Marque.